# Jackson Scholz
Jackson Volney Scholz (Buchanan, 15 marzo 1897 – Delray Beach, 26 ottobre 1986) è stato un velocista statunitense, campione olimpico con la staffetta 4×100 metri ai Giochi di Anversa 1920 e dei 200 metri piani ai Giochi di Parigi 1924. È stato il primo velocista a disputare cinque finali olimpiche (in tre diverse specialità).

## Biografia
La prima apparizione olimpica di Scholz risale ai Giochi di Anversa 1920, quando giunse quarto nella gara dei 100 metri piani e conquistò con la staffetta 4x100 statunitense il suo primo oro olimpico. Nel corso dello stesso anno eguagliò a Stoccolma il record del mondo dei 100 metri correndo in 10"6.
Quattro anni più tardi prese parte alle Parigi 1924. Nella capitale francese fu medaglia d'argento nei 100 metri vinti da Harold Abrahams e medaglia d'oro nei 200 metri con il nuovo record olimpico di 21"6.
Partecipò alla sua ultima Olimpiade nel 1928 ai Giochi di Amsterdam, giungendo quarto nei 200 metri.
Terminata l'attività agonistica divenne un produttore cinematografico. La sconfitta sui 100 metri del 1924 fu poi rappresentata nel film Momenti di gloria del 1981 diretto da Hugh Hudson.

## Palmarès
| Anno | Manifestazione  | Sede      | Evento      | Risultato | Prestazione | Note            |
| ---- | --------------- | --------- | ----------- | --------- | ----------- | --------------- |
| 1920 | Giochi olimpici | Anversa   | 100 metri   | 4º        | 10"9        |                 |
| 1920 | Giochi olimpici | Anversa   | 4×100 metri | Oro       | 42"2        | Record mondiale |
| 1924 | Giochi olimpici | Parigi    | 100 metri   | Argento   | 10"7        |                 |
| 1924 | Giochi olimpici | Parigi    | 200 metri   | Oro       | 21"6        | Record olimpico |
| 1928 | Giochi olimpici | Amsterdam | 200 metri   | 4º        | 21"9        |                 |